# Freeport (Pensilvania)
Freeport es un borough ubicado en el condado de Armstrong en el estado estadounidense de Pensilvania. En el año 2000 tenía una población de 1.962 habitantes y una densidad poblacional de 653.0 personas por km².

## Geografía
Freeport se encuentra ubicado en las coordenadas 40°40′28″N 79°41′11″O / 40.67444, -79.68639.

## Demografía
Según la Oficina del Censo en 2000 los ingresos medios por hogar en la localidad eran de $28,565 y los ingresos medios por familia eran $40,000. Los hombres tenían unos ingresos medios de $31,397 frente a los $21,690 para las mujeres. La renta per cápita para la localidad era de $16,845. Alrededor del 10.4% de la población estaba por debajo del umbral de pobreza.